# Agave subsimplex
Agave subsimplex ist eine Pflanzenart aus der Gattung der Agaven (Agave). Ein englischer Trivialname ist „Tiburon Island“.

## Beschreibung
Agave subsimplex wächst einzeln oder sprosst. Die kleinen, niedrig ausgebreiteten Rosetten erreichen Wuchshöhen bis von 20 bis 35 cm und einen Durchmesser von 50 bis 75 cm. Die variablen, dicken, starren, grau, gelb bis hellgrün gefärbten, lanzetten- bis eiförmigen Blätter sind 12 bis 35 cm lang und 3 bis 5 cm breit. Die Blattränder sind flexibel gezahnt. Der graue Enddorn ist 2 bis 4 cm lang.
Der rispige, schlanke Blütenstand wird 2 bis 3,5 m hoch. Die gelben bis rosa gefärbten Blüten sind 40 bis 45 mm lang und erscheinen am oberen Teil des Blütenstandes an kleinen, wenigen, unregelmäßig angeordneten Verzweigungen. Die Blütenröhre ist 3 bis 4 mm.
Die variabel geformten dreikammerigen Kapselfrüchte sind 15 bis 40 mm lang und 10 bis 35 mm breit.
Die schwarzen Samen sind bis 4,5 mm lang und bis 3 mm breit.
Die Blütezeit reicht von Mai bis Juli.

## Systematik und Verbreitung
Agave subsimplex wächst in Mexiko im Bundesstaat Sonora an steinigen Hängen in Küstenregionen bis 250 m Höhe. Sie ist vergesellschaftet mit Sukkulenten- und Kakteenarten.
Die Erstbeschreibung durch William Trelease ist 1912 veröffentlicht worden.
Agave subsimplex ist ein Vertreter der Gruppe Deserticolae, die gekennzeichnet ist durch schmale, variable Blätter, schlanke Blütenstände und die Blütenröhrenstruktur. Sie wächst in einem begrenzten Gebiet an der Küste und nahe Tiburon. Die Art ist verwandt mit den Deserticolae-Mitgliedern Agave deserti und Agave cerulata, jedoch sind Unterschiede in Form, Blatt- und Blütenstruktur erkennbar. Agave subsimplex wird im Arizona Sonora Desert Museum in Tucson kultiviert.